# Sébastien Minard
Sébastien Minard (Senlis, Picardia, 12 de juny de 1982) és un ciclista francès, professional des del 2005 fins al 2016. En el seu palmarès destaca la victòria a la París-Camembert de 2010.

## Palmarès
- 2004
  - 1r a la Ronda de l'Oise
  - Vencedor d'una etapa de la Volta al Bidasoa
- 2005
  - Vencedor d'una etapa del Tour de l'Avenir
- 2010
  - 1r a la París-Camembert

## Resultats al Tour de França
- 2009. 38è de la classificació general
- 2010. 92è de la classificació general
- 2011. 110è de la classificació general
- 2012. 65è de la classificació general
- 2013. 124è de la classificació general
- 2014. 99è de la classificació general

## Resultats a la Volta a Espanya
- 2006. 44è de la classificació general
- 2007. 57è de la classificació general
- 2008. 71è de la classificació general
- 2010. 102è de la classificació general
- 2015. 96è de la classificació general
- 2016. No surt (6a etapa)